# 圓墳

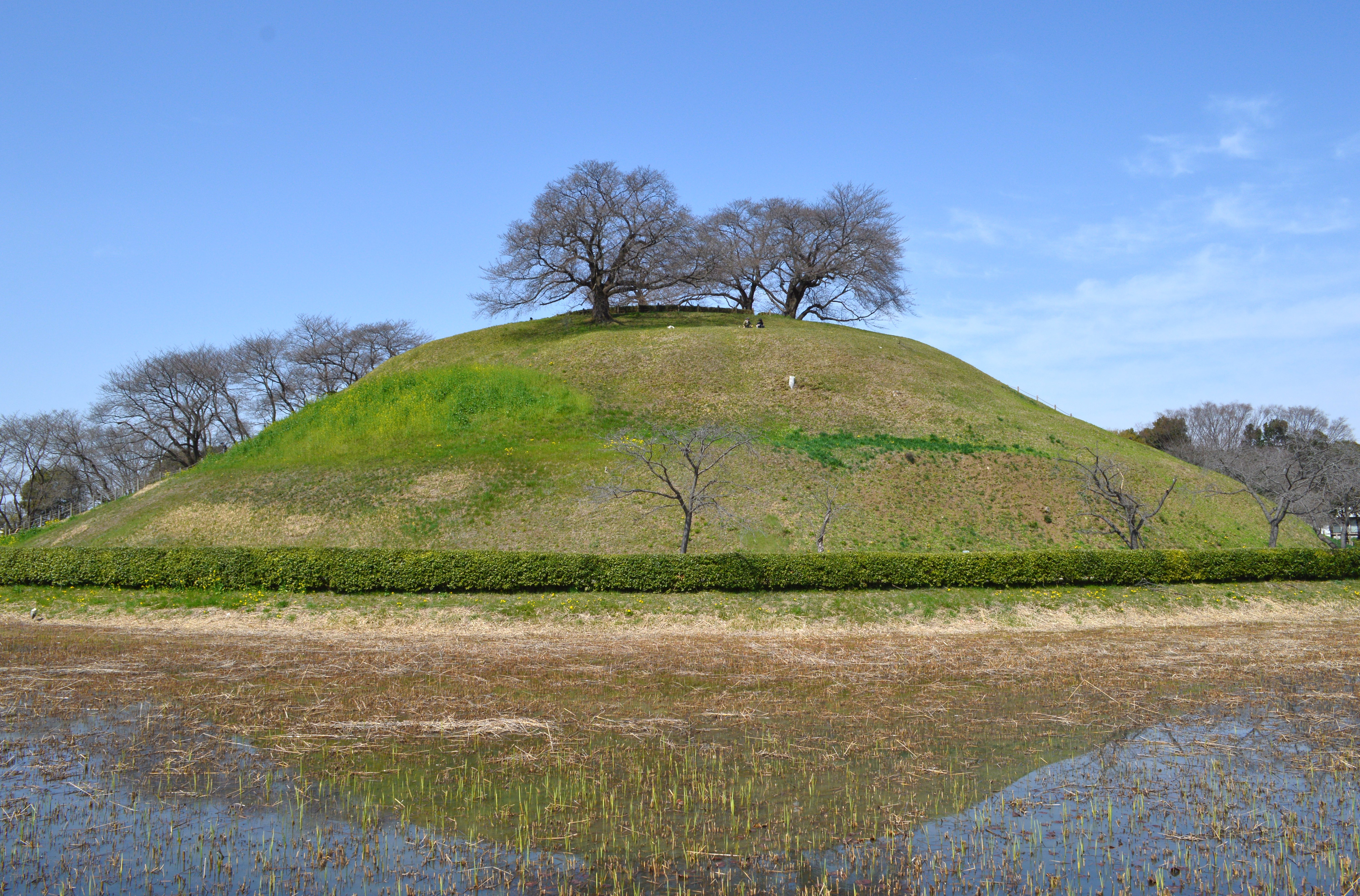
圓墳中最大規模的丸墓山古墳

圓墳（日语：／ Enfun）是日本古墳的一種建築模式，特徵為其圓形墳丘，以整個古墳時代來說，其數量乃所有古墳形態中最多的。過去，宮內廳指定為平城天皇陵的市庭古墳被認為是日本最大的圓墳，但是後來經過調查後發現原來是前方後圓墳，而目前日本最大的圓墳則是埼玉縣行田市埼玉古墳群的丸墓山古墳，直徑約100米。

## 概要
圓墳是日本最早出現的古墳形態，其後才是方墳，早期圓墳多為圓堆形，但是在古墳時代後期時的關東地方和東北地方等地，開始出現只是微微拱起的圓形墳丘。圓墳的特徵是多為小規模墳丘，前期圓墳多是有埴輪，內部則是粘土槨、豎穴式石室和石棺為主，部分則採用木棺直接下葬或是以竹簾包起來落葬，規模較大的圓墳則多被當成是前方後圓墳的陪葬墓，也很少被宮內廳指定為陵墓參考地。另一方面，後期圓墳的特徵則是大規模的橫穴式石室，顯現出當時日本的巨石文化，它與前方後圓墳相比泥土用量非常少，外部則使用葺石的方式而建成，這種變化被認為是受到歐亞大陸影響而形成的，石棺則多為屋形石棺，而原本被葬者多為首長級人士，後來則廣泛成為平民墓的主要形式，這些小型圓墳在日本全國各地出現，形成了群集墳，兩處圓形墳丘連起來的則稱為雙圓墳。